# Chusquea depauperata
Chusquea depauperata är en gräsart som beskrevs av Pilg.. Chusquea depauperata ingår i släktet Chusquea och familjen gräs. Inga underarter finns listade i Catalogue of Life.